# Klaaswaal
Klaaswaal è un centro abitato e un'ex-municipalità dei Paesi Bassi di 4 047 abitanti situato nella provincia dell'Olanda Meridionale. Soppressa il 1º gennaio 1984, il suo territorio, assieme a quello della ex-municipalità di Numansdorp, è andato a formare la nuova municipalità di Cromstrijen.

## Storia

### Simboli
Lo stemma Klaaswaal è stato concesso ufficialmente il 24 luglio 1950 con Decreto reale anche se si trovano descrizioni già nel XVIII secolo.
È possibile che le croci provengano dallo stemma della famiglia van Strijen (ripreso dal comune di Strijen).
Stemmi simili, con smalti differenti, sono stati adottati dalle località di Numansdorp e Cromstrijen.